# 海陽省
海陽省（越南语：／）是原越南紅河三角洲的一個省，省莅海陽市。

## 地理
海阳省東距首都河內57公里，西距海防市45公里。

## 历史

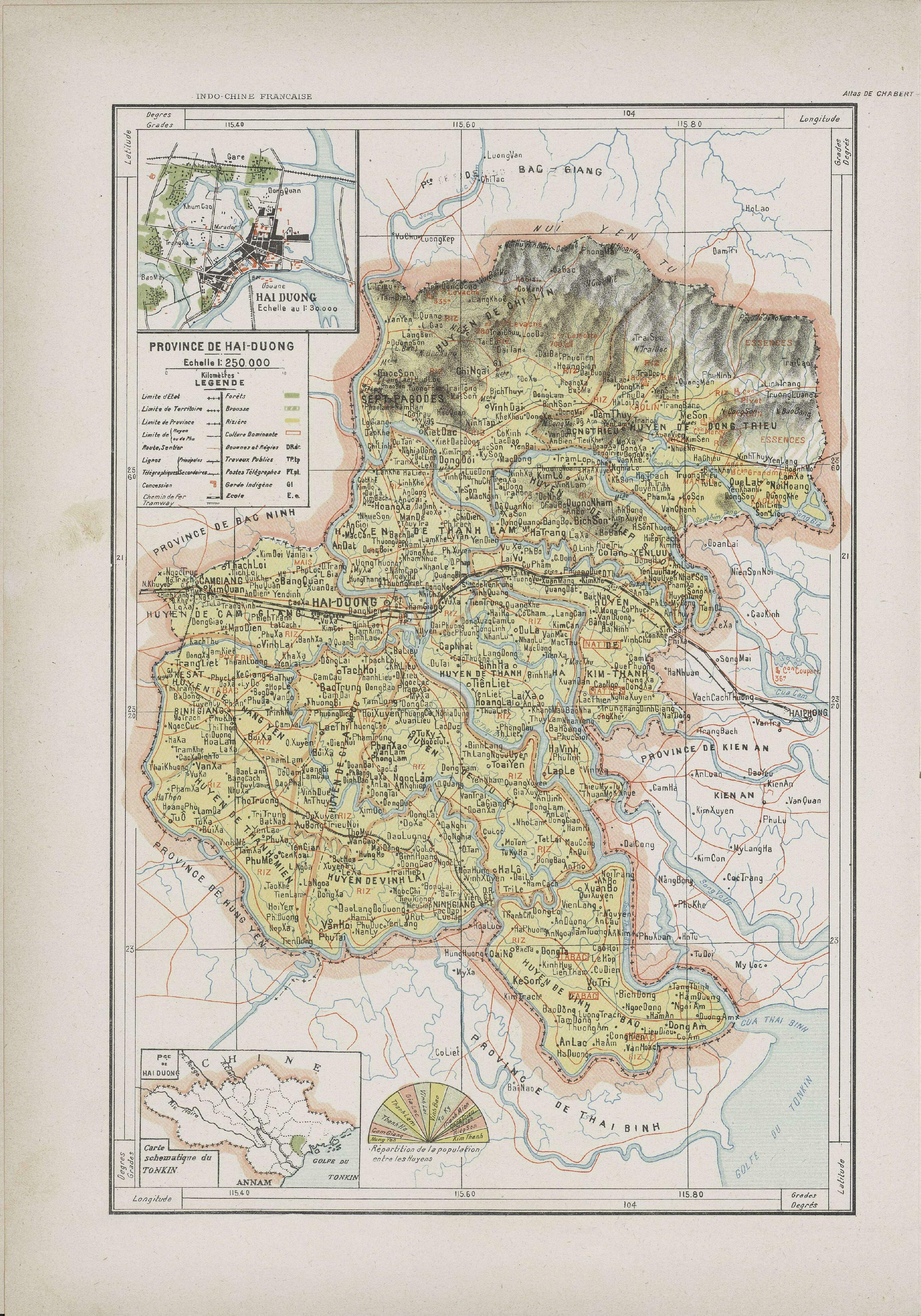
法属印度支那时期的海陽省地图

1947年7月9日，至灵县、东潮县划归广安省管辖。
1947年9月，荆门县、南策县划归广安省管辖。
1948年1月25日，越南政府将各战区合并为联区，战区抗战委员会改组为联区抗战兼行政委员会。第二战区、第三战区和第十一战区合并为第三联区，设立第三联区抗战兼行政委员会，海阳省划归第三联区管辖。
1948年8月25日，第一联区广安省南策县划归第三联区海阳省管辖。
1949年1月10日，第一联区广安省荆门县划归第三联区海阳省管辖。
1949年11月7日，荆门县、南策县划归越北联区广安省管辖。
1952年5月，海阳省划归左岸区管辖。
1952年，永保县划归建安省管辖。
1955年2月22日，广安省至灵县、荆门县和南策县复归海阳省管辖。
1958年11月24日，胡志明签署敕令，自12月1日起撤销左岸区。海阳省划归中央政府直接管辖。
1959年1月28日，鸿广区东潮县划归海阳省管辖。
1961年10月27日，东潮县再次划归鸿广区管辖。
2019年1月10日，至灵市社改制为至灵市。
2019年5月17日，海阳市被越南政府认定为第一级城市。
2019年9月11日，荆门县改制为荆门市社。
2019年10月16日，嘉禄县嘉川社和连鸿社、青河县决胜社和前进社、四岐县玉山社划归海阳市管辖。
2025年7月1日，併入海防市。

## 行政區劃
海陽省下轄2市1市社9縣，省莅海阳市。
- 海陽市（Thành phố Hải Dương）
- 至靈市（Thành phố Chí Linh）
- 荊門市社（Thị xã Kinh Môn）
- 平江縣（Huyện Bình Giang）
- 錦江縣（Huyện Cẩm Giàng）
- 嘉祿縣（Huyện Gia Lộc）
- 金城縣（Huyện Kim Thành）
- 南策縣（Huyện Nam Sách）
- 寧江縣（Huyện Ninh Giang）
- 青河縣（Huyện Thanh Hà）
- 青沔縣（Huyện Thanh Miện）
- 四岐縣（Huyện Tứ Kỳ）

## 特产
海陽省的綠豆糕比較知名。

## 外部連結
- 海阳省电子信息门户网站 （页面存档备份，存于）（越南文）